# جاي جاي دينمان
جاي جاي دينمان (بالإنجليزية: J. J. Denman)‏ هو لاعب كرة قدم أمريكية أمريكي، ولد في 1994 في ياردلي في الولايات المتحدة.